# 9.3×74mmR

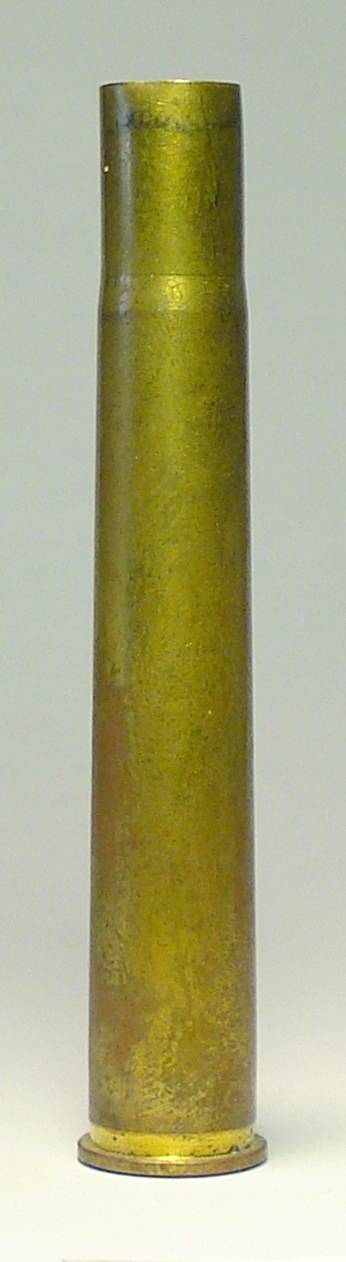

9.3×74mm R (C.I.P.에 의해 9,3 x 74 R로 지정됨)는 1900년경 독일에 설계된 중구경 탄약통이다.

## 설계

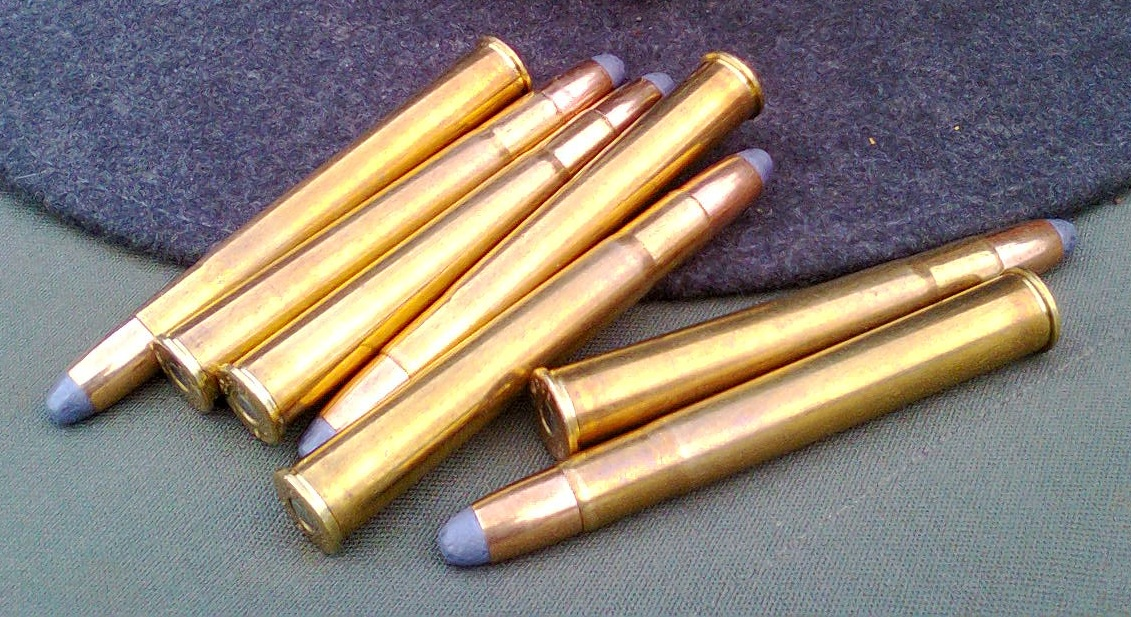
9.3×74mmR 탄약통

9.3×74mmR은 림이 있는 병목 형태이며, 일반적으로 286-그레인 (18.5 g) 무게의 .366-인치 (9.3 mm) 구경 총알을 사용한다. 혼나디에 따르면, 이 무게에서 속도는 2,362.20 ft/s (720.00 m/s)이고 에너지는 3,536 ft·lbf (4,794 J)이다. 이 탄약통은 중대형 사냥 동물을 사냥하는 데 사용되며 유럽에서 멧돼지 사냥에 매우 인기가 있다. 나미비아와 같이 독일의 영향을 많이 받은 국가에서는 아프리카 사파리 사냥에 여전히 인기 있는 탄약통이며, 더 인기 있는 .375 H&H 매그넘에 대한 대륙적 대안으로 선호된다. 유럽 외에서는 루거가 이 탄약통을 사용하는 루거 No. 1 하강식 블록 소총을 생산했지만, 현재 이 구경의 소총 생산을 중단했다.
이 탄약통은 독일의 더블 라이플과 콤비네이션 건에 인기 있는 구경이며, 많은 유럽 사냥꾼들이 가장 좋아하는 탄약통으로 "사슴 탄약통의 여왕"으로 묘사되기도 했다.
J.P. 자우어 운트 존에서 이 구경으로 제조된 30호 삼렬총은 제2차 세계 대전 중 북아프리카 전역에서 복무하는 동안 격추된 독일 조종사들이 사냥 및 자기 방어 목적의 생존 무기로 사용하도록 지급되었다.

## 같이 보기
- 9.3×64mm 브렌네케
- 림드 탄약통 목록
- 소총 탄약통 목록
- 9 mm 구경
- 권총 및 소총 탄약통 표